# Armadans (Susqueda)
Armadans és una masia del municipi de Susqueda (Selva) a la comarca natural del Collsacabra. El mas i masia estan situats al nord del terme municipal i al límit amb els termes de les Planes d'Hostoltes i Rupit i Pruit, entre el coll de Condreu i el puig d'Armadans (1.136 m). Les edificacions del mas estan incloses en el catàleg de masies de Susqueda.